# بروس ماير
بروس ماير (بالإنجليزية: Bruce Meyer)‏ (و. 1957 – م) هو ناقد أدبي، من كندا.